# Ouled Kihal
Ouled Kihal (în arabă أولاد الكيحل) este o comună din provincia Aïn Témouchent, Algeria.
Populația comunei este de 3.601 locuitori (2010).